# Colonia Plan de Ayala
Colonia Plan de Ayala är en ort i Mexiko.   Den ligger i kommunen Acatepec och delstaten Guerrero, i den sydöstra delen av landet, 240 km söder om huvudstaden Mexico City. Colonia Plan de Ayala ligger 1 485 meter över havet och antalet invånare är 428.
Terrängen runt Colonia Plan de Ayala är kuperad österut, men västerut är den bergig. Runt Colonia Plan de Ayala är det ganska glesbefolkat, med 42 invånare per kvadratkilometer. Närmaste större samhälle är Acatepec, 4,5 km norr om Colonia Plan de Ayala. I omgivningarna runt Colonia Plan de Ayala växer huvudsakligen savannskog.